# Achterpiek
Eine Achterpiek ist
- ein im hintersten Rumpfteil angeordneter Ballastwassertank oder
- ein seemannssprachlicher Ausdruck für einen hinten (achtern) im Schiff befindlichen, kleinen Raum (niederdeutsch: Piek), entsprechend einer Heckkajüte auf einem größeren Schiff.[1]

In der Achterpiek ist oft die Kabine des Schiffsführers oder Kapitäns, der Zugang erfolgt über einen Niedergang.
Bei Segelyachten ist in der Regel eine Plicht vorhanden. Bei ketschgetakelten Schiffen ist diese weiter vorne gelegen, somit ist hier die Konstruktion einer Achterpiek häufiger anzutreffen. Ebenso bietet ein langgestrecktes, klassisches Yachtheck mehr Raum.
Da sich in der zweiten Hälfte des 20. Jahrhunderts slupgetakelte Risse für Segelschiffe durchsetzten, „wanderten“ der Mast und die Plicht nach hinten, und der Platz für die Achterpiek verringerte sich. Im Heck befand sich meist eine Backskiste zur Aufbewahrung von Fendern und Festmacherleinen.
Auf modernen Yachten für das Regattasegeln ist die Plicht häufig zum Heck hin offen, so dass zum Beispiel an Deck gespritzes Wasser schneller abfließen kann.